# Новотаймасово
Новотаймасово (баш. Яңы Таймаҫ) — село в Куюргазинском районе Башкортостана, административный центр Таймасовского сельсовета.

## Население
| 2002 | 2009 | 2010 |
| ---- | ---- | ---- |
| 593  | ↘563 | ↗579 |

Национальный состав
Согласно переписи 2002 года, преобладающая национальность — башкиры (83 %).

## Географическое положение
Расстояние до:
- районного центра (Ермолаево): 35 км,
- ближайшей ж/д станции (Кумертау): 27 км.

## Экономика
- Завод по розливу воды «Таймас».

## Религия
В селе есть мечеть.